# Axel Persson
Axel Wilhelm Emanuel Persson (ur. 23 stycznia 1888 w Eskilstunie, zm. 2 września 1955 w Västerhaninge) – szwedzki kolarz szosowy i torowy, dwukrotny medalista olimpijski.

## Kariera
Największy sukces w karierze Axel Persson osiągnął w 1912 roku, kiedy wspólnie z Erikiem Friborgiem, Ragnarem Malmem i Algotem Lönnem zdobył złoty medal w drużynowej jeździe na czas podczas igrzysk olimpijskich w Sztokholmie. Po przerwie spowodowanej I wojną światową wystartował na igrzyskach olimpijskich w Antwerpii w 1920 roku, gdzie razem z Harrym Stenqvistem, Ragnarem Malmem i Sigfridem Lundbergiem zdobył w drużynie srebrny medal. Na obu igrzyskach Szwed startował również indywidualnie, zajmując odpowiednio dziewiątą i dwunastą pozycję. Ponadto wielokrotnie zdobywał medale szosowych mistrzostw kraju oraz dwukrotnie zdobył mistrzostwo Szwecji w torowym wyścigu na 10 km. Nigdy jednak nie zdobył medalu na szosowych ani torowych mistrzostwach świata.